# Gisbert Flüggen

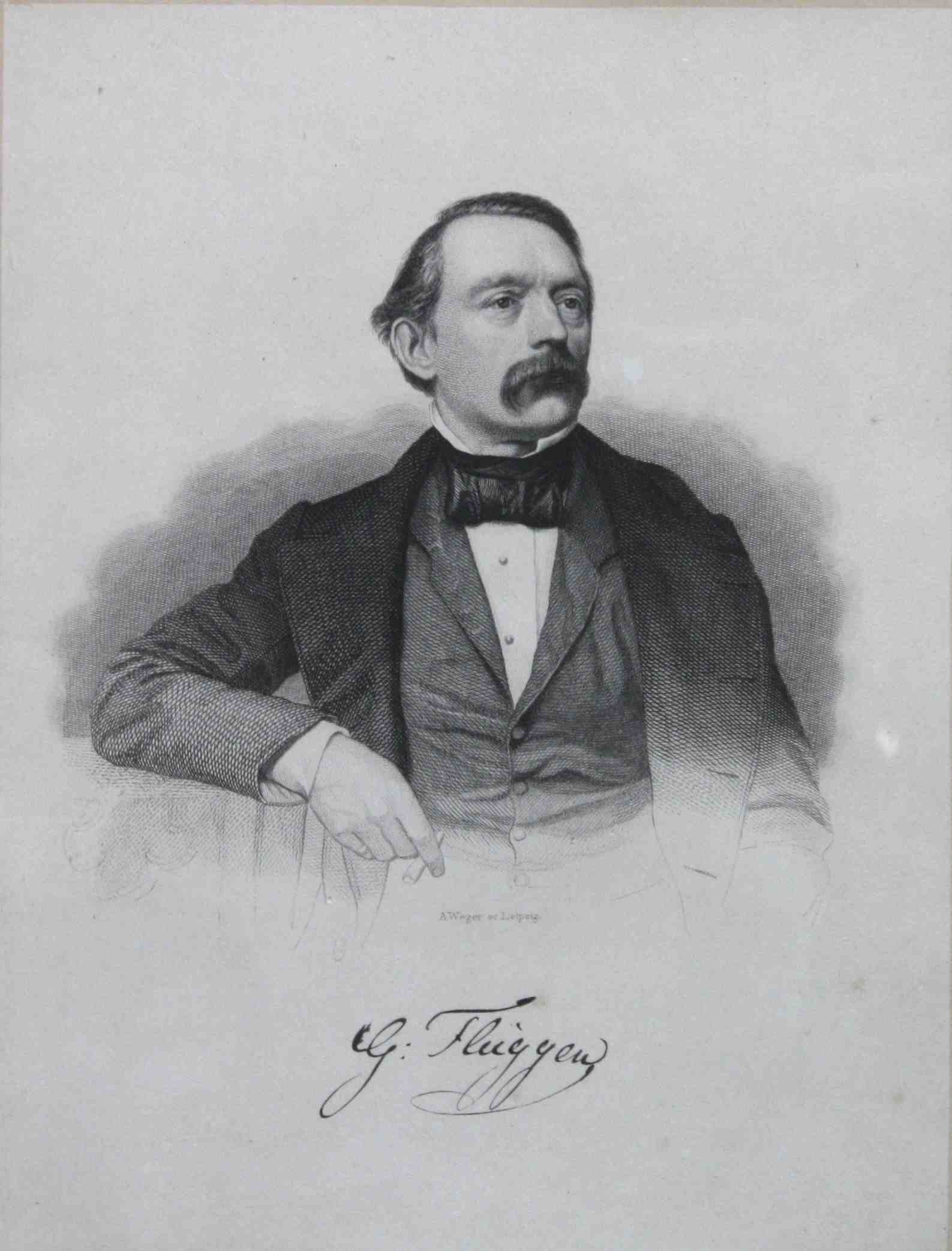
Gisbert Flüggen, Stahlstich von August Weger

Gisbert Flüggen, vollständiger Name Gisbert Hipolit August Flüggen, (* 9. Februar 1811 in Köln; † 3. September 1859 in München) war ein deutscher Genremaler, der zu den bekanntesten Künstlern seiner Zeit gehörte. Schon zu Lebzeiten erhielt er den Beinamen eines „deutschen Wilkie“.

## Familie
Flüggen kam als Sohn des Petrus Johannes Flüggen, geboren am 18. Oktober 1778 in Breyell, zur Welt. Seine Mutter Sophia Julia Josepha, geborene Capron, wurde am 22. Mai 1777 in der nordfranzösischen Gemeinde Comines geboren. Anfangs lebte das Paar in Lille in Flandern und siedelte 1811 nach Köln über.

## Leben

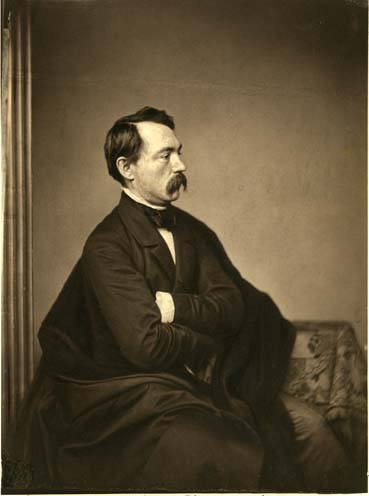
Gisbert Flüggen, Foto von Franz Hanfstaengl

Gisbert Flüggen wurde am 9. Februar 1811 in der Domstadt als ältestes von vier Kindern geboren. Wie die „Illustrirte Zeitung“ aus Leipzig in ihrer Ausgabe 684 vom 9. August 1856 berichtete, lebte die Familie anfangs in „sonst so glücklichen Verhältnissen“, bevor sie durch „schwere Vermögensverluste“ verarmte. So war der junge Flüggen gezwungen, sich seinen Lebensunterhalt selbst zu verdienen. Er arbeitete drei Jahre in einer „bedeutenden“ Galanteriewaren-Fabrik in Köln und malte dort die verschiedensten Gegenstände.
Auch außerhalb der Arbeit ging Flüggen seinen künstlerischen Neigungen nach und besuchte das Wallrafianum, um dort nach der Antike zu malen und zu zeichnen. Während sich seine Familie vor allem mütterlicherseits vehement gegen eine künstlerische Laufbahn aussprach, fand er große Unterstützung bei dem Kölner Maler Joseph Weber, der Freund und Lehrer zugleich war. Großen Einfluss auf seine künstlerische Entwicklung hatte auch die benachbarte Kunstakademie in Düsseldorf, an der er einen großen Teil seiner Studienzeit verbrachte.
Durch eine Erbschaft wurde Flüggen, wie die „Illustrirte Zeitung“ schrieb, „in den Stand gesetzt, seine Studien mit größerem Schwunge zu betreiben, und um der Kunst mit ganzer Seele zu dienen, scheute er kein Opfer, das ihm derselben würdig erschien.“
Nachdem Flüggen eine kurze Zeit in Gent in Flandern gelebt hatte, wählte er nach Angaben der „Illustrirten Zeitung“ im Jahr 1832 München zu seinem ständigen Aufenthaltsort. Am 24. Oktober 1833 schrieb er sich dort an der Akademie der bildenden Künste ein, die zu dieser Zeit einen weltweit führenden Ruf genoss. Gleichzeitig war er aber auch noch in Köln, wo am 5. November 1834 die Ehe mit der Friseurin Catharina Hölzgen geschlossen wurde. Zum Zeitpunkt der Eheschließung war Gisbert 23 Jahre, Catharina 19 Jahre alt. Das Paar bekam sechs Kinder.
In der Zwischenzeit war Flüggen bereits zu einem der bekanntesten Künstler Münchens aufgestiegen. Seine Bilder fanden große Anerkennung. Er beteiligte sich an den Vorbereitungen berühmter Künstlerfeste, wie dem Albrecht-Dürer-Fest 1840. Er wurde Mitglied des „unter dem Allerhöchsten Protektorate Seiner Königlichen Hoheit des Prinz-Regenten Luitpold von Bayern stehenden Kunstvereines München“ und des Vereins „zur Unterstützung Unverschuldet in Noth Gekommener Künstler und deren Relikte“.
Seine Ateliers wurden zum Ziel von Münchner Reiseführern. Hier unterrichtete Flüggen auch seine Schüler, zum Beispiel den autodidaktischen Maler Carl Spitzweg, die Augsburger Malerin Helisena Girl und den aus Roth stammenden Maler Anton Seitz. Gisberts Sohn Joseph, der als Genre- und Historienmaler des Realismus später ebenfalls sehr bekannt wurde, begann bei seinem Vater die Ausbildung. Im November 1852 nahm ihn die Akademie der bildenden Künste unter ihrem Leiter Wilhelm von Kaulbach als Ehrenmitglied auf.

## Grabstätte

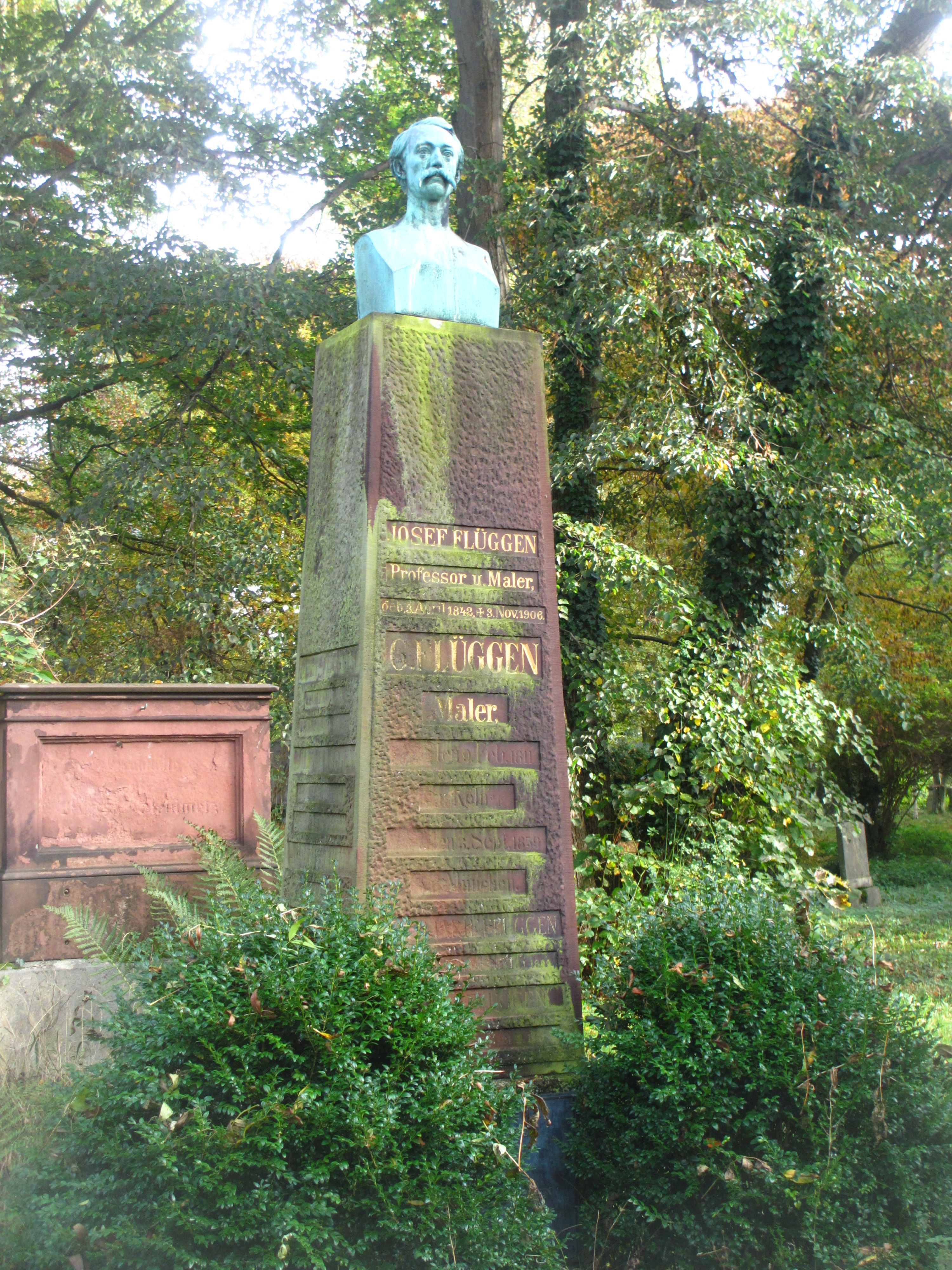
Grab von Gisbert Flüggen auf dem Alten Südlichen Friedhof in München

Völlig überraschend starb Gisbert Flüggen am 3. September 1859. Die Grabstätte von Gisbert Flüggen befindet sich auf dem Alten Südlichen Friedhof in München (Gräberfeld 18 – Reihe 13 – Platz 32) Standort. Auch Gisbert Flüggens Sohn Joseph Flüggen liegt in der Grabstätte.

## Ehrungen
Im Münchner Stadtbezirk Neuhausen-Nymphenburg ist die Flüggenstraße nach Gisbert Flüggen benannt.

## Werk
Ein vollständiges Werkverzeichnis über das Schaffen von Gisbert Flüggen gibt es nicht. In diversen Veröffentlichungen wurden und werden zwar immer wieder Werke mit Titeln genannt und aufgezählt. Im Laufe der Jahre haben sich dabei allerdings auch unterschiedliche Titel zu ein und demselben Bild eingeschlichen.
Als Basis für ein Werkverzeichnis kann zunächst das „Flüggen-Album“ dienen, das „eine Reihenfolge von dessen sämmtlichen Werken photographirt von dem Köngl. Bayer. Hof-Photographen J. Albert nach den Originalgemälden und unter Leitung des Künstlers“ darstellt und so in Rudolph Weigels Kunstlager-Catalog von 1859 beschrieben ist. Acht vom Künstler signierte Blätter des „Flüggen-Albums“ befinden sich in der Staatlichen Bücher- und Kupferstichsammlung im Sommerpalais in Greiz, weitere Blätter und Fotografien des Albums sind in Familienbesitz.
Die Angaben in Rudolph Weigels Kunstlager-Catalog decken sich weitgehend mit einer Auflistung der „Ölgemälde von Gisbert Flüggen“, die sein Sohn August im Dezember 1910 angefertigt hat und die sich nur dadurch unterscheidet, dass die Reihenfolge ab Nummer 21 nicht identisch ist. Neben diesen Hauptwerken gibt es noch eine Vielzahl weitere Arbeiten wie Gemälde, Porträts und Skizzen, die in den meisten Fällen allerdings nicht näher bezeichnet sind.

## Hauptwerke
- Die genesende Mutter
- Ländlicher Tanz – Zwei Versionen

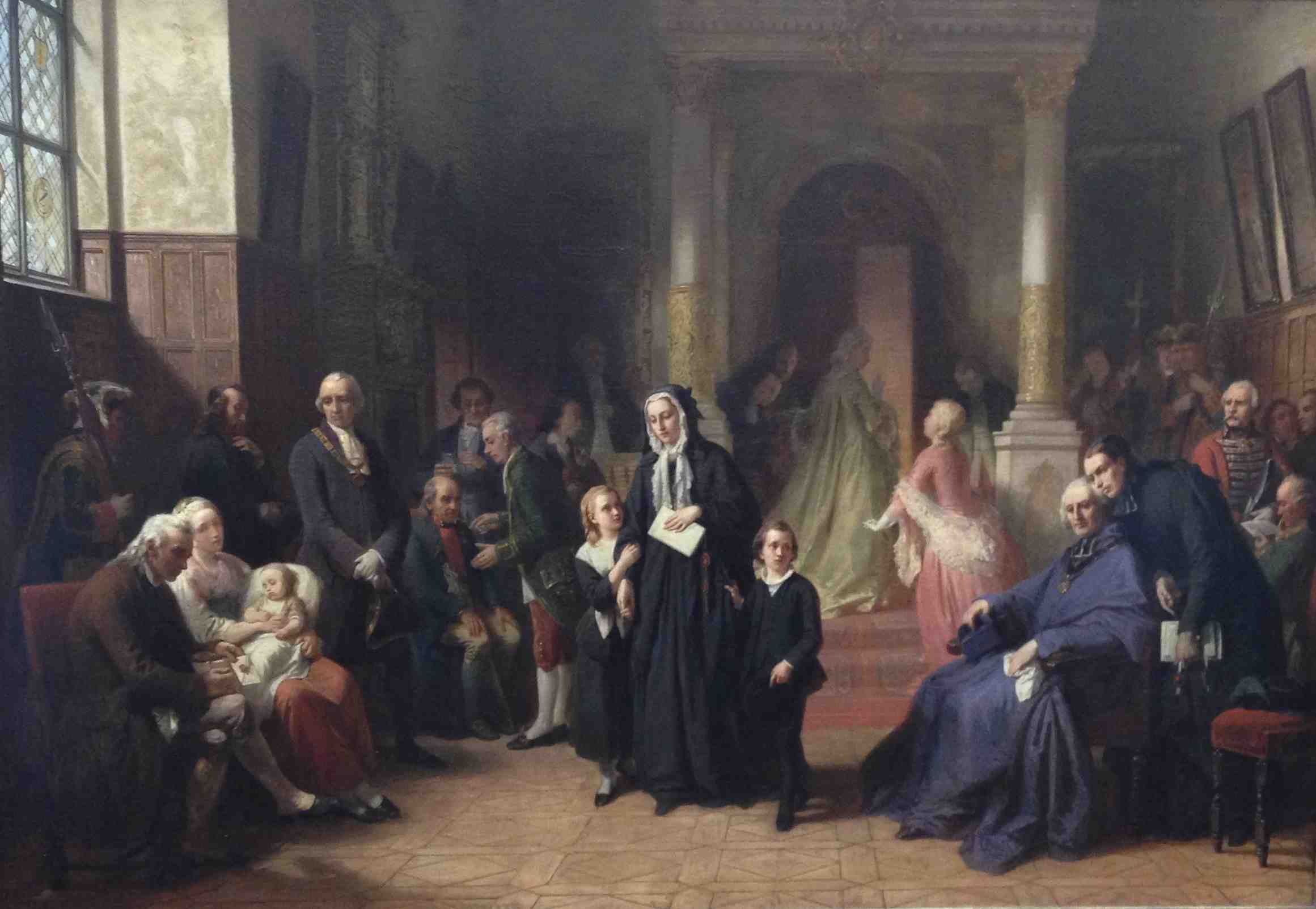
Das Vorzimmer eines Fürsten, 1859

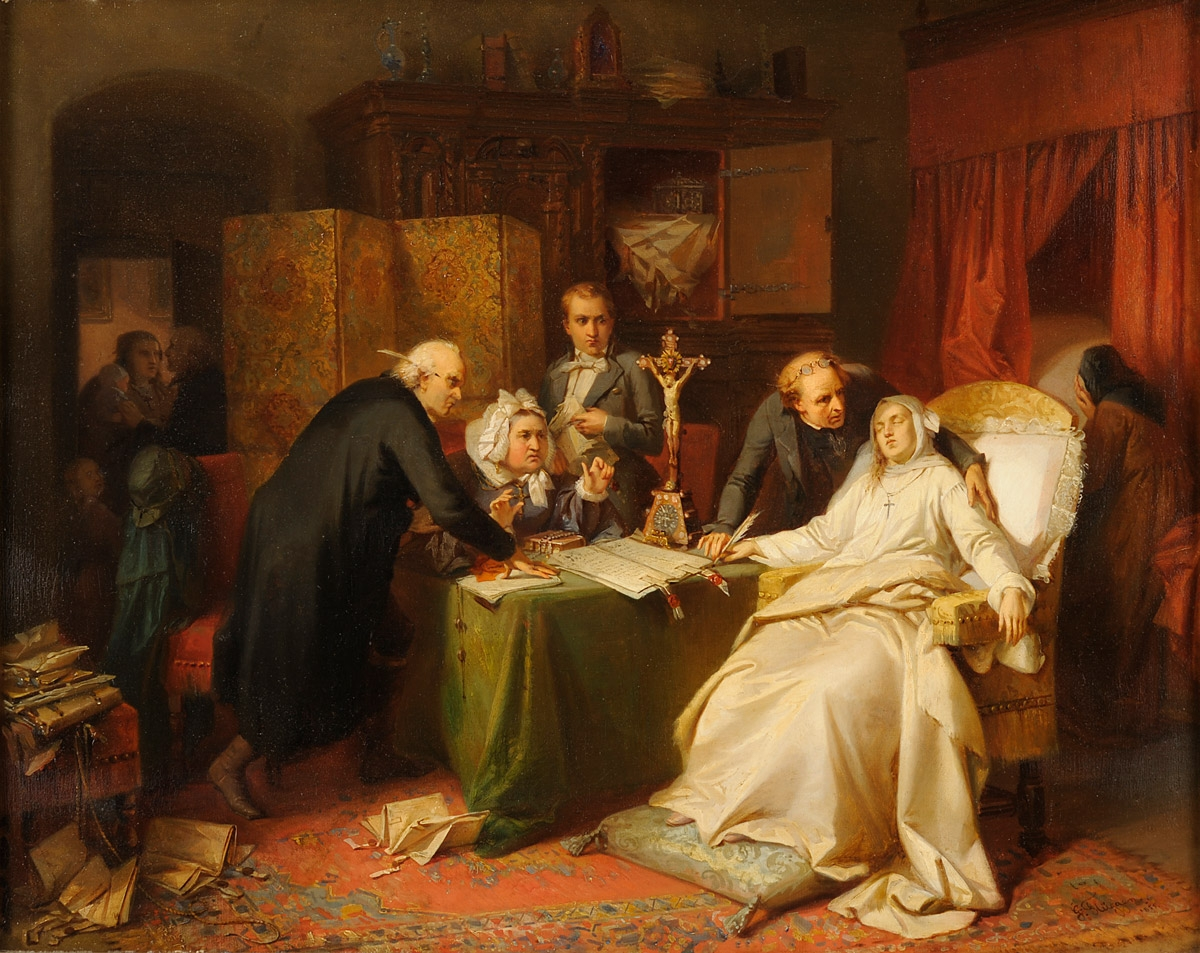
Die Erbschleicher, 1855

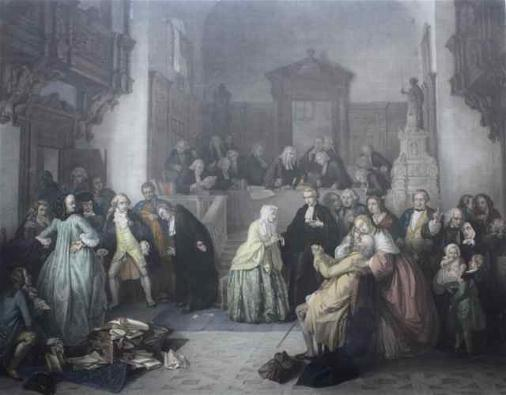
Die Prozess-Entscheidung, ca. 1850

- Chorsänger – Auch als Holzstich der Xylographischen Anstalt Brend’amour
- Die Spieler
- Der Heiraths-Consens
- Die Politiker
- Der unterbrochene Ehecontract – Auch als Lithografie von Thomas Driendl
- Die Verlobung
- Die Prozess-Entscheidung[4] – Auch als Galvanografie von Franz Hanfstaengl
- Die Weinprobe – Auch als Stahlstich von Johann Leonhard Raab
- Der Morgenkuß
- Die Geldmäkler
- Die Erbschleicher – Drei Versionen und auch als Lithografie von Franz Hanfstaengl
- Die Auspfändung – Auch als Holzstich in der „Illustrirten Zeitung“ Leipzig vom 1. Januar 1856
- Der alte Hochzeiter
- Die Sonntagsfeier
- Der Musiker – Auch als Stahlstich
- Der Dorfprediger
- Die glückliche Wöchnerin
- Das Vorzimmer
- Der Mönch
- Die beiden Waisen
- Die Schachspieler – Zwei Versionen
- Die Erwartung
- Das Vogelnest
- Das Testament
- Die letzten Augenblicke Friedrich Augusts König von Sachsen – Auch als Holzstich in der „Illustrirten Zeitung“ Leipzig vom 9. August 1956

Über die Bilder Der alte Hochzeiter, Die glückliche Wöchnerin und Der Mönch, insbesondere den Verbleib der Originale, ist nichts bekannt. Wenn auch keine Abbildungen, so doch wenigstens ein paar Informationen lassen sich zu den Bildern Die Sonntagsfeier, Die Erwartung, Das Vogelnest und Das Testament finden.

## Weitere Werke
Zu den weiteren Werken zählen:
- Skizzen
- Porträts
- Die überraschten Diener
- Mutter und Kind
- Mutterglück
- Vaterfreude
- Die Waise

## Würdigungen

### Zu seinen Lebzeiten
Eine erste Erwähnung des Talentes Gisbert Flüggens findet sich in No. 4 der in Köln erscheinenden „Gemeinnützigen und unterhaltenden Rheinischen Provinzial-Blätter“ aus dem Jahre 1837. Dort heißt es in einem mit „Miszellen aus der Provinz – Wallrafianum in Köln“ überschriebenen Beitrag: „Seit unserem letzten Berichte haben sich die jüngern Maler Kölns ein gemeinschaftliches Atelier gemiethet, um hier vereint ihren Studien obliegen zu können. Freundschaftlicher Rath, Austausch der Ansichten und Ideen über das, was gerade geschaffen wird, fördert immer, und so auch hier, denn durch das Streben des Einen wird der Andere angefeuert und ermuthigt, wenn er neben schon gediegenern Arbeiten auch die Seinige liegen sieht. Wir sahen in diesem Atelier einige Bilder, über die wir uns vorbehalten noch weiter zu reden, wenn sie ganz vollendet sind … Eine allerliebste gemüthvolle Composition ist ein Genre-Bild von dem Kölner G. Flüggen, einen alten Landmann, der seiner Familie etwas vorliest, darstellend. Ist dieser Gegenstand auch schon zu wiederholten Malen von Malern zum Vorwurfe gemacht worden, so dürfen wir dieser Composition in Bezug der Lebendigkeit des Ganzen und der individuellen Auffassung der einzelnen Charaktere des Prädikat gelungen nicht versagen. Es wird ein allerliebstes Bildchen und bekundet, daß der Maler in dieser Sphäre noch Ausgezeichnetes leisten wird, daß er seit seinem Aufenthalt in München, wohin er auch wieder zurückkehren wird, ausserordentliche Fortschritte gemacht hat. Was auf dem Bilde fertig, z. B. der Kopf des Alten ist äusserst lebendig und wahr.“
Der polnische Graf und preußische Diplomat Atanazy Raczyński schreibt in seinem im Selbstverlag 1840 herausgegebenen Buch „Geschichte der neueren deutschen Kunst“ über Gisbert Flüggen: „Dieser Künstler verschmäht nicht gute Beispiele und guten Rath; vor allem zieht er gern Kaulbach zu Rathe. Ein Gemälde, welches ich im Jahre 1835 von ihm gesehen habe, zeigte die Wirkung des von Flüggen gesuchten Einflußes, und daß sein Talent sich zu veredeln strebt.“
Für den Kölner Sammler Johann Jakob Merlo ist Gisbert Flüggen „ein mit Hogarth'schem Geiste begabter und in wackerm Fortschreiten begriffener Künstler“, wie er in seinem 1850 erschienenen Buch „Kunst und Künstler in Köln“ formuliert.
1852 schreibt Wilhelm von Kaulbach, seit 1849 Direktor der Akademie der Bildenden Künste München, zur bevorstehenden Aufnahme Gisbert Flüggens in die Akademie in einem in Familienbesitz befindlichen handgeschriebenen Dokument

„Die königlich-bayerische Academie der bildenden Künste in München ergreift mit Vergnügen die ihr dargebotene Veranlaßung, dem Maler Gisbert Fluggen aus Coeln dahier ein Zeuchniß über seine künstlerischen Leistungen und Strebungen zu erteilen, das er in einem so hohen Grade verdient. Die Akademie freut sich aber um so mehr, das Organ für diese Bezeugung abzugeben und erblickt hierin umsomehr eine für sie angenehme Pflicht, als sie die Ehre hat, Herrn Fluggen unter die Zahl der hervorragendsten Ehrenmitglieder zu zählen.
Herr Fluggen ist ein Genremaler nicht im gewöhnlichen Sinne des Worts, sondern einer der wenigen, welche Darstellungen mit dem Volks- und Sittenleben der Gegenwart oder näheren Vergangenheit in einer Weise auffaßt, die ihnen den Wert und die Bedeutung von historischen Bildern sichert. Er wählt aber vorzugsweise gern solche Gegenstände zu seinen Darstellungen, welche ihm Gelegenheit geben, die Menschen in Situationen zu zeigen, die den Sieg des Guten über das Böse, der Tugend über das Laster, die Edelthat über das Verbrechen zu veranschaulichen imstande sind. Dahin gehören unter anderen sein unglücklicher Spieler, der unterbrochene Ehe-Contract, die Testamentseröffnung u. in mehrfacher zum Theil veränderter Wiederholung, die Erbschleicher. Doch gelingen ihm ebenso vortrefflich heiter gemütliche und idyllische Scenen aus dem Leben glücklicher Mütter und Großmütter. Überall aber ist es nicht nur etwa die lebensvolle Wahrheit, womit er die handelnden Personen nach Character u. Situationen aufzufassen und wiederzugeben weiß, es geschieht dieß auch mit dem vollsten Verständnis der Bedingungen einer in sich abgeschlossenen organisch abgerundeten Composition, es geschieht das nicht minder auch in der meisterhaften, durch seltene Kraft, harmonische Gesamthaltung und Wahrheit im Einzelnen auf gleiche Weise aus gezeichneten malerischen Ausführung und nicht genug anzuerkennen daß, wie sehr bereits seine früheren Bilder in diesen Beziehungen hervorragten, doch seine späteren Arbeiten auch hierin noch Fortschritte zur weiteren Vollendung kundgeben. So nimmt Herr Fluggen als characteristischer Genremaler eine der ersten, wenn in seiner Art nicht die erste Stelle unter den lebenden deutschen Künstlern dieses Faches ein und mit unbestrittenem Rechte darf man ihm den ehrenden Beinamen eines deutschen Wilkie beilegen.
Wie sehr zu entschuldigen ist aber unter solchen Umständen der schließlich hier ausgedrückte Wunsch, daß Herr Fluggen die Verhältnisse gestalten möchte, mehrere größere Arbeiten, die er teils erst entworfen, teils schon begonnen hat, ohne Rücksicht auf Bestellung noch Stimmung und Muße ausführen und vollenden zu können.
München, den 9. November 1852, Direct. Kaulb. Secr.Präfect Markgraff“

Der Beitrag der in Leipzig erschienenen „Illustrirten Zeitung“ vom 9. August 1856, in der das Gesamtwerk Flüggen bis dahin gewürdigt wird, endet mit der Feststellung: „Gisbert Flüggen tritt in Beziehung auf äußere Vorzüge seiner Bilder, Gruppenbau, Abwägung von Licht und Schatten, harmonische wohlthuende Färbung durch alle Nüancirungen, namentlich im Helldunkel, untadeligen, edlen Geschmack in allen Beiwerken, kurz in Beziehung auf alle künstlerischen Anforderungen an die Technik und Anordnung mit den ersten Meistern Deutschlands, Frankreichs und der Niederlande wetteifernd in die Schranken. Seine Bilder werden für alle Zeiten als die köstlichsten Perlen der Malerei überhaupt und speziell der historischen Genremalerei angesehen werden.“

### Nach seinem Tod
Eine erste Würdigung Gisbert Flüggens findet man kurz nach seinem Tod in dem mehrbändigen Werk „Die Künstler aller Zeiten und Völker“, in dem Friedrich Müller den Maler 1860 als einen „der ausgezeichnetsten deutschen Genremaler“ bezeichnet.
Wenig später widmet sich Carl Albert Regnet in den „Münchener Künstlerbildern“ Anton Seitz und schreibt 1871 in diesem Zusammenhang über Gisbert Flüggen: „In München angekommen, gelang es ihm bald, sich daselbst zu orientieren um bei Gisbert Flüggen als Schüler aufgenommen zu werden. Die Wahl des Meisters konnte kaum eine bessere sein. Flüggen, der sich den Namen des deutschen Wilkie verdiente, liebte es, namentlich solche Scenen aus dem häuslichen und gesellschaftlichen Leben zu wählen, in denen es sich um eine bedeutsame psychologische Aufgabe handelte. Mit der glücklichen Wahl seiner Stoffe verband er eine sehr geschickte und taktvolle Anordnung der Gruppen, die sich gefällig und klar von einander ablösen und welcher eine treffliche Charakterbezeichnung und Individualität zur Seite steht. Mit diesen Vorzügen Flüggen’s hält die technische Behandlung gleichen Schritt. Die Durchbildung des Ganzen ist überall gleichmäßig, frei, breit und leicht, die Stimmung fast immer gelungen und die Farbenwirkung harmonisch. Unter der Leitung dieses trefflichen Meisters verfolgte nun Anton Seitz die schwere Bahn der Kunst und verlor auch den Muth nicht, als er in den ersten Jahren sich gestehen mußte, daß das Können hinter dem Wollen zurückblieb.“
Eine Einordnung Gisbert Flüggens in die Kunstgeschichte des 19. Jahrhunderts nimmt mehr oder weniger das illustrierte Unterhaltungsblatt „Über Land und Meer“ vor, in dem es 1874 heißt: „Einer der ausgezeichnetsten Darsteller jener charakteristischen sozialen Genrebilder, wie Hogarth oder Wilkie sie zu ihrer Zeit malten, war der am 3. September 1959 zu früh für die Kunst verstorbene Maler Gisbert Flüggen, der in seinen durch Lithographie und Kupferstich so zahlreich vervielfältigten Gemälden, z. B. dem unterbrochenen Ehevertrag, der Weinprobe, der Testaments-Eröffnung, der Auspfändung, den Erbschleichern u. s. w. eine Reihe der lebenswahrsten, tiefst empfundenen und künstlerisch vollendetsten Darstellung aus dem modernen Familien- und öffentlichen Leben geliefert hat, wie sie vor ihm noch selten von einem deutschen Künstler gemalt worden waren; ja man kann sagen: er hat die Genremalerei geadelt durch die Wahl seiner Stoffe und hat sie durch die Art von deren Aufführung auf das Niveau der Historienmalerei erhoben.“
In dem „Leitfaden der Kunstgeschichte“ für höhere Lehranstalten und den Selbstunterricht aus dem Jahre 1878 gehört für Wilhelm Buchner Gisbert Flüggen zu den Künstlern, die „als vorzügliche Sittenmaler der Münchner Schule“ zu nennen sind.
1888 schrieb Hermann Becker in dem Werk „Deutsche Maler“: „Gisbert Flüggen, leider in seiner Blüthe im Jahre 1860 gestorben, ist ein unter den Genremalern mit Recht berühmtes, lang bewährtes Mitglied der Münchener Schule. Unter den Genremalern welche novellistische Stoffe behandeln, ist er einer der frühesten Anbahner dieser Richtung in der neueren deutsche Kunst und hat viele Nachfolger gefunden … In seinen Werken zeigt sich durchweg ein consequenter Fortschritt in der Ausbildung des Technischen, und die neuesten darunter sind mit grosser Freiheit und Leichtigkeit behandelt.“
In „Meyers Konversations-Lexikon“ aus dem Jahre 1897 heißt es zu Gisbert Flüggen: „Seine Bilder sind ausgezeichnet durch technische Vollendung, glückliche Gruppierung und lebensvollen Ausdruck. In der Wahl der Stoffe erinnert er an Hogarth und Wilkie, er liebte gleich diesen die Schilderung der Kontraste und Konflikte des sozialen Lebens.“
Das 1916 erschienene und von Ulrich Thieme und Felix Becker herausgegebene „Allgemeine Lexikon der bildenden Künstler“ führt Gisbert Flüggen als Genremaler, der „vorzugsweise Szenen aus dem ländlichen u. gesellschaftlichen Leben“ darstelle, „dramatische Rührstücke, die ihm den Namen eines ‚Iffland unter den Malern‘ zuzogen.“

### Wissenschaft und Medien
Die Malerei des 19. Jahrhunderts beschäftigt in der Gegenwart Wissenschaft und Medien gleichermaßen. Dabei spielt unter anderem auch Flüggen eine Rolle. So kommt zum Beispiel 1967 Ute Immel in ihrer Dissertation „Die Deutsche Genremalerei im 19. Jahrhundert“ zu der Einschätzung, dass Gisbert Flüggen einen eigenen „Typus der Gesellschaftsmalerei“ mit ins „sozialkritische tendierenden Darstellungen“ geschaffen habe. Er beschäftige sich dabei „vorwiegend mit konfliktreichen Gesellschaftsdarstellungen“, die er aber ohne „Tendenz zu sozialer Anklage“ zeige. Gisbert Flüggen habe zudem versucht, mit Hilfe eines „historisierenden Zuges“ das Ansehen der Genremalerei aufzuwerten, was in der zweiten Hälfte des 19. Jahrhunderts viele Nachahmer gefunden und sich zur Ausdrucksform der „Historischen Genrebilder“ entwickelt habe.
Die Niederländerin Ruth Krul geht 2006 in ihrer Doktorarbeit „BEELDEN VAN HISTORISCH LEVEN historisch genre in de negentiende-eeuwse schilderkunst van Midden-Europa“ unter anderem auch der Frage nach, welchen Einfluss Gisbert Flüggen auf andere Maler seiner Zeit gehabt hat. Zu dem Verhältnis zwischen Flüggen und dem bekannten Düsseldorfer Maler Johann Peter Hasenclever stellt sie fest: „Dass beide Maler sich während Flüggens Studium in Düsseldorf kennen gelernt haben, scheint sicher, und sie werden sich auch in München für die Arbeit des jeweils anderen interessiert haben.“ Unter Hinweis auf andere Fundstellen macht sich Krul zudem die Aussage zu eigen, dass „Flüggens ironische, in einem bürgerlichen Milieu platzierte Darstellungen auf Hasenclever Einfluss gehabt haben und nicht andersherum. Auch für Carl Spitzwegs Bilder und seine überwiegende Wahl für Figuren aus städtischem und (klein)bürgerlichem Milieu soll Flüggens Münchner Arbeit Beispiel gewesen sein.“
Ein anderes Thema ist der heutige Stellenwert der Malerei des 19. Jahrhunderts. Dazu interviewt 2011 „Die Welt“ den Autor des Bestsellers „Generation Golf“ und neuen Verantwortlichen des Berliner Auktionshauses Villa Grisebach für die Malerei des 19. Jahrhunderts, Florian Illies: „Bis auf wenige Ausnahmen, allen voran Caspar David Friedrich, hat die Kunst des 19. Jahrhunderts einen relativ schlechten Ruf. Wie erklären Sie sich das?“ Der antwortet: „Schlechter Ruf? Das ist vorüber.“ Das 19. Jahrhundert habe es aber lange schwer gehabt, das stimme. Interessanterweise sei es schon vergessen gewesen, kurz nachdem es vorbei gewesen sei. Einerseits sei diese Kunst der Romantik überrollt worden von der technischen Revolution und dann von der Moderne, die das Gefühl erweckt habe, neue Zeiten bräuchten eine neue Kunst. Aber das größte Problem für die Kunst des 19. Jahrhunderts sei gewesen, dass sie in ihrer vermeintlichen Heimeligkeit von den Nationalsozialisten gemocht worden sei. Das habe diese Kunst für die folgende Generation diskreditiert.
Auf die Frage „Ist es nicht vor allem der Geist der Romantik, der ideologische Überbau, der es uns heute schwer macht, uns auf diese Kunst einzulassen?“ sagt Illies: „Nein, ich glaube, genau dieser Geist der Romantik ist es, der uns heute wieder fasziniert.“ Das sei ja Zivilisationskritik, bevor die Industrialisierung überhaupt angefangen habe! Und man könne oft auch erst aus dem zeitlichen Abstand sehen, was für außergewöhnliche Malerei entstanden sei, jenseits der manchmal etwas erzählerischen Motivwelt. „Schauen Sie sich den manchmal belächelten Spitzweg an“, so Illies weiter. Sobald man sich an die Ränder der Bilder begebe und sich anschaue, wie er die Gräser, die Himmel und die Bäume gemalt habe, sei man bei einem der größten deutschen Landschaftsmaler der Jahrhundertmitte.
„Das klingt, als müssten Sie jungen Sammlern erklären: ‚Denkt euch mal die Sujets weg, all die Grotten, Ruinen und Fischerboote‘“, sagt der Fragesteller und bekommt als Antwort: „Es wird Sie überraschen: Aber man muss gar nicht so viel erklären. Ich habe das Gefühl, dass die Zeit gekommen ist auch für jüngere Kunstliebhaber, sich dem 19. Jahrhundert unbefangen zu nähern.“ Was diese Malerei auszeichne: Es gehe um reine Naturempfindung und um eine reine Seelenempfindung. „Und wenn ich die gegenwärtigen Zeitgeistanalysen lese, dann ist es so ziemlich genau das, was anno 2011 von den Menschen bei ihrer Sinnsuche gesucht wird.“